# Alter Friedhof (Heilbronn-Sontheim)

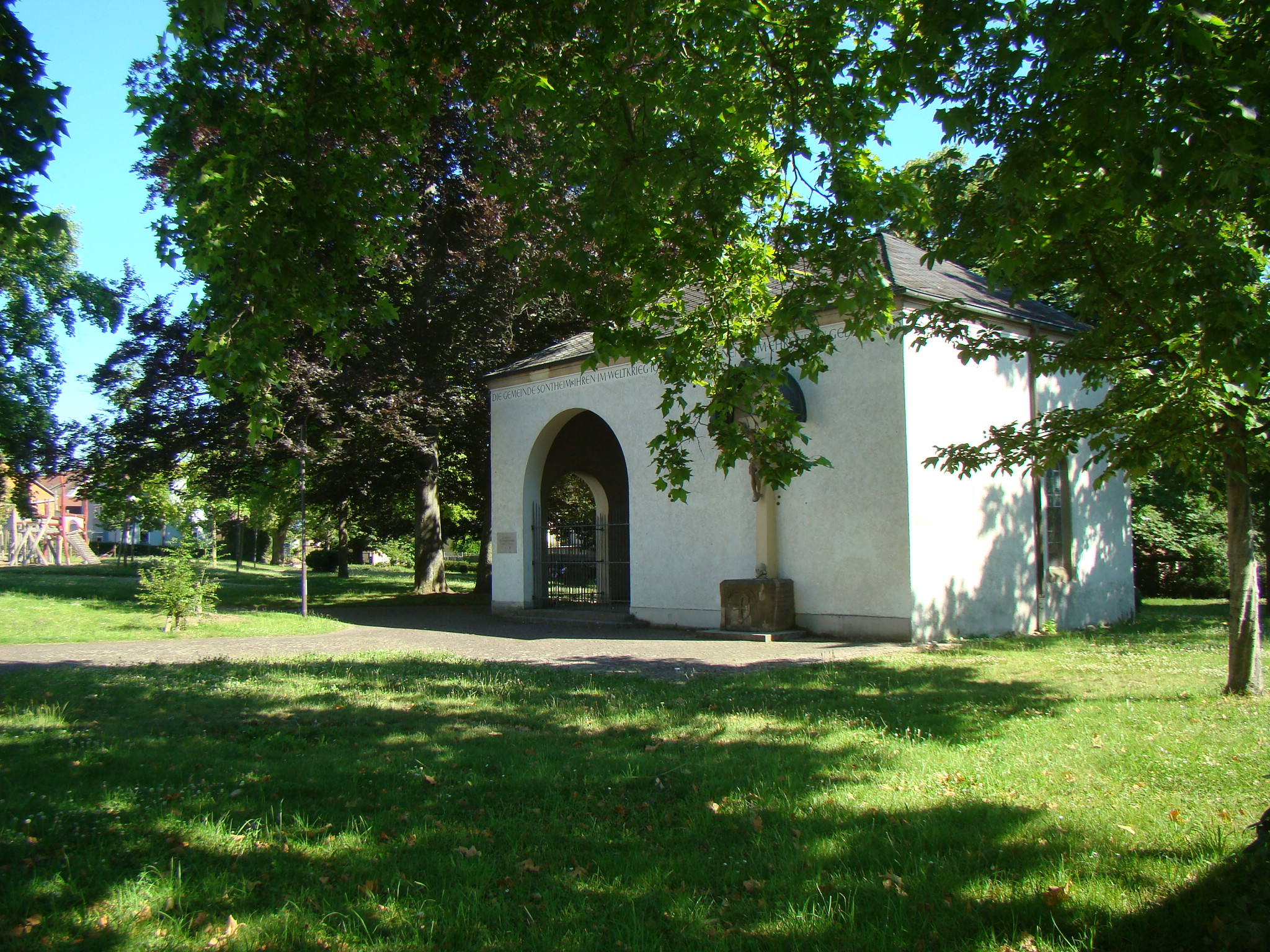
Alter Friedhof in Heilbronn-Sontheim mit ehemaliger Friedhofskapelle

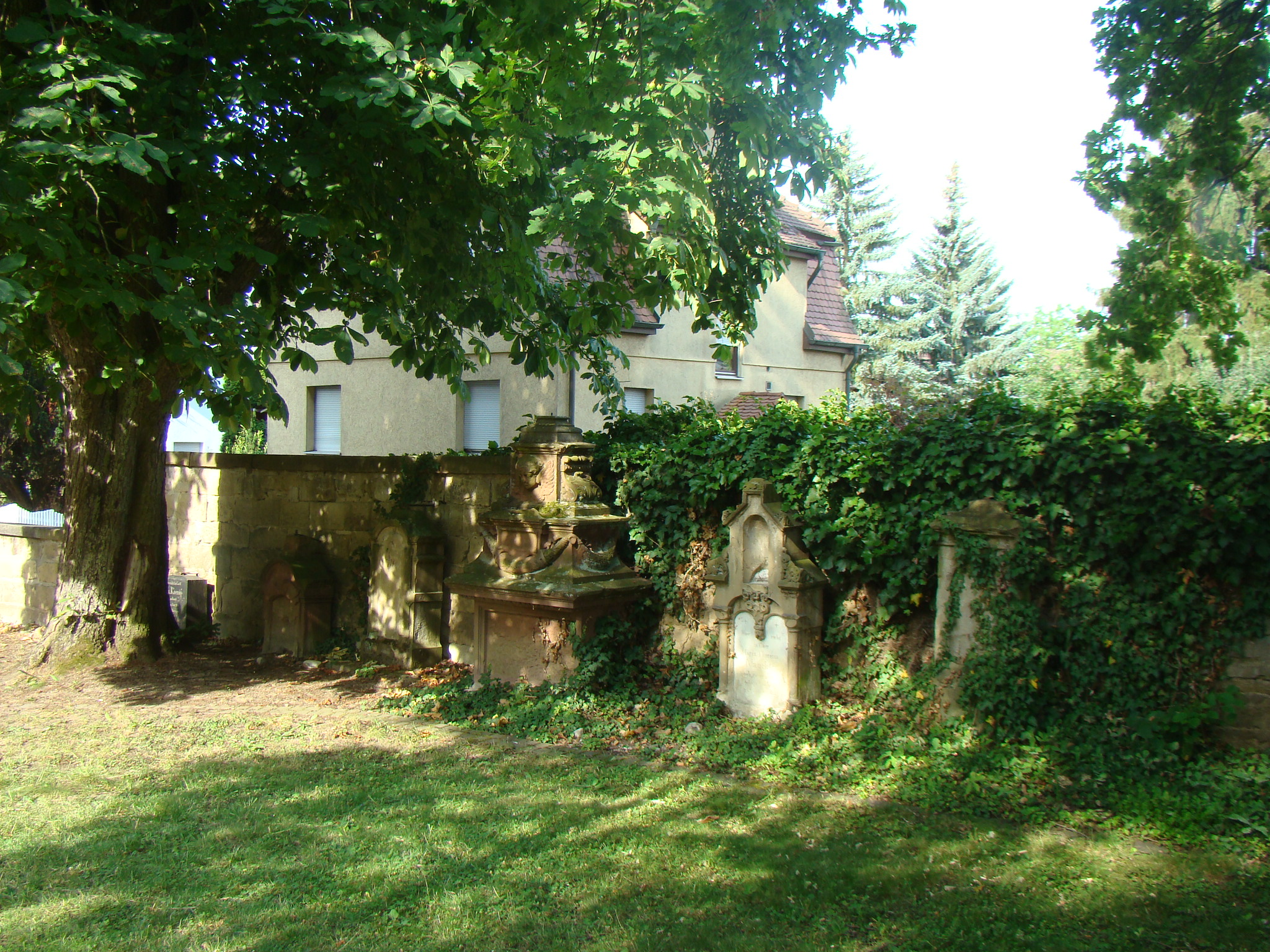
Historische Grabmale vor dem erhaltenen Teil der Friedhofsmauer

Der Alte Friedhof in Heilbronn-Sontheim ist eine denkmalgeschützte Parkanlage.

## Geschichte
Der Friedhof wurde 1559 außerhalb des Dorfes angelegt. Er wurde im 19. Jahrhundert erweitert und 1909 aufgehoben. Das erhaltene Friedhofskreuz ist eine Stiftung des Deutschordens-Komturen Franz Joseph von Reinach von 1710. Die Friedhofskapelle wurde 1731 erbaut und erhielt 1886 eine neoromanische Apsis. Nach Aufhebung des Friedhofs wurde die Kapelle 1933 auf Veranlassung des Fabrikanten Ackermann zum Sontheimer Kriegerdenkmal umgebaut. An der Westseite des Friedhofs sind Reste der alten Friedhofsmauer erhalten. Dort sind auch einige historische Grabmale wie das des Kunstmühlenbesitzers Rahmer erhalten. Der restliche Friedhof wurde zur Grünanlage mit Spielplatz umgestaltet.